# Автоматична трансмісія

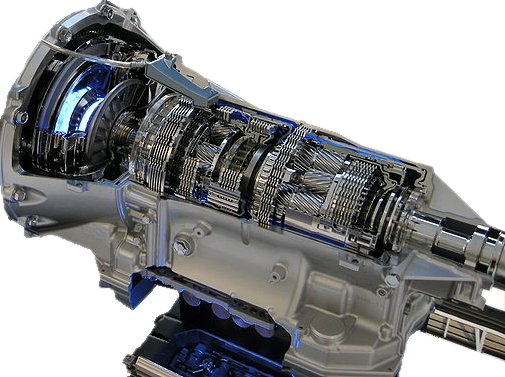
Вигляд у розрізі автомобіля Toyota AA80E з гідравлічним автоматом 2007 року випуску по теперішній час

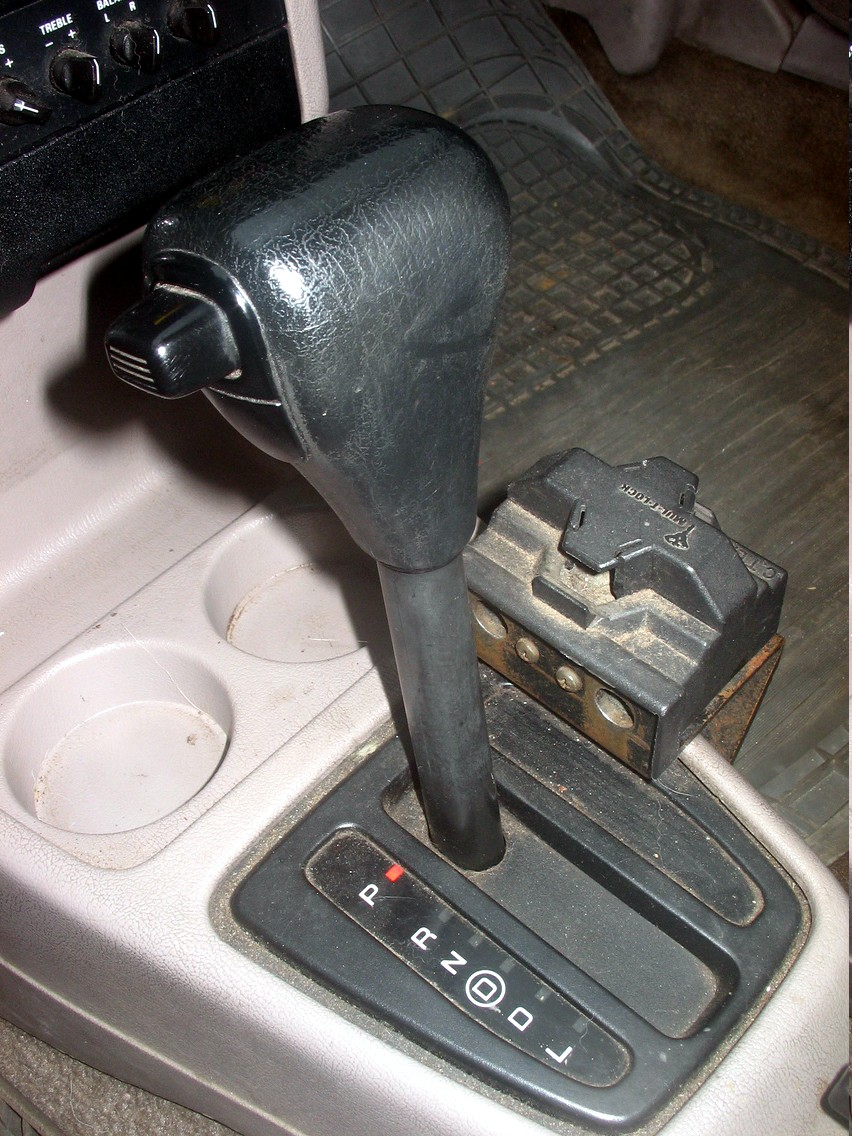
Типовий селектор передач для автоматичної коробки передач

Автоматична коробка перемикання передач (скорочено АКПП) — це багатошвидкісна коробка передач, яка використовується в автомобілях і не потребує участі водія для перемикання передач переднього ходу за звичайних умов водіння. Транспортні засоби з двигунами внутрішнього згоряння, на відміну від електромобілів, вимагають, щоб двигун працював у вузькому діапазоні частот обертання, вимагаючи коробки передач, що керується вручну або автоматично, щоб приводити колеса в рух у широкому діапазоні швидкостей.
Найпоширенішим типом автоматичної трансмісії є гідравлічна автоматична, яка використовує планетарну передачу, гідравлічне керування та гідротрансформатор. Інші типи автоматичних трансмісій включають безступінчасті трансмісії (CVT), автоматизовані механічні трансмісії (AMT) і трансмісії з подвійним зчепленням (DCT).
«Коробку передач у безкінному екіпажі» Sturtevant 1904 року часто вважають першою справжньою автоматичною коробкою передач. Першою автоматичною коробкою передач масового виробництва є чотириступінчаста гідравлічна автоматична коробка передач General Motors Hydramatic, яка була представлена в 1939 році.

## Поширеність
Транспортні засоби з двигунами внутрішнього згоряння, на відміну від електромобілів, вимагають, щоб двигун працював у вузькому діапазоні частот обертання, вимагаючи коробки передач, що керується вручну або автоматично, щоб приводити колеса в рух у широкому діапазоні швидкостей.
У всьому світі 43% нових автомобілів, вироблених у 2015 році, становили механічні коробки передач, до 2020 року цей показник знизився до 37%  Автоматичні коробки передач давно були поширені в Сполучених Штатах, але в Європі стали поширеними лише набагато пізніше. У Європі в 1997 році лише 10-12% автомобілів мали автоматичну коробку передач. 

У 1957 році понад 80% нових автомобілів у Сполучених Штатах мали автоматичну коробку передач.  Автоматична коробка передач є стандартною частиною великих автомобілів принаймні з 1974 року  До 2020 року лише 2,4% нових автомобілів мали механічну коробку передач.  Історично автоматичні коробки передач були менш ефективними, але нижчі ціни на пальне в США зробили це меншою проблемою, ніж у Європі. 
У Сполученому Королівстві з 2020 року більшість нових автомобілів мають автоматичну коробку передач. Кілька виробників, включаючи Mercedes і Volvo, більше не продають автомобілі з механічною коробкою передач. Зростаюча поширеність автоматичної коробки передач пояснюється збільшенням кількості електричних і гібридних автомобілів, а також легкістю її інтеграції з системами безпеки, такими як автономне екстрене гальмування .  

## Ефективність
Найбільш розповсюдженою конструкцією автоматичних трансмісій є гідравлічна автоматична, яка часто використовує планетарні редуктори, працюючи за допомогою гідравліки. Трансмісія з'єднана з двигуном через гідротрансформатор (або гідромуфту до 1960-х років), замість фрикційної муфти, що використовується в більшості механічних коробок передач. 
Реальні випробування, здійснені в 2022 році, підтверджують, що механічні коробки передач під час звичайного використання демонструють перевагу у 2–5% кращої економії палива порівняно з автоматичними, що зростає до 20% з досвідченим водієм. Лабораторні тести вказують на переваги автоматичних трансмісій, особливо при використанні оптимізованих схем перемикання для ручних коробок передач, які не завжди налаштовані на максимальну ефективність. Проте, на тривалих поїздках по шосе механічні коробки передач вимагають підтримки конкретної крейсерської швидкості для максимальної оптимізації економії, що робить автоматичні трансмісії більш вигідними в таких умовах. 

## Гідравлічна автоматична коробка передач

### Дизайн

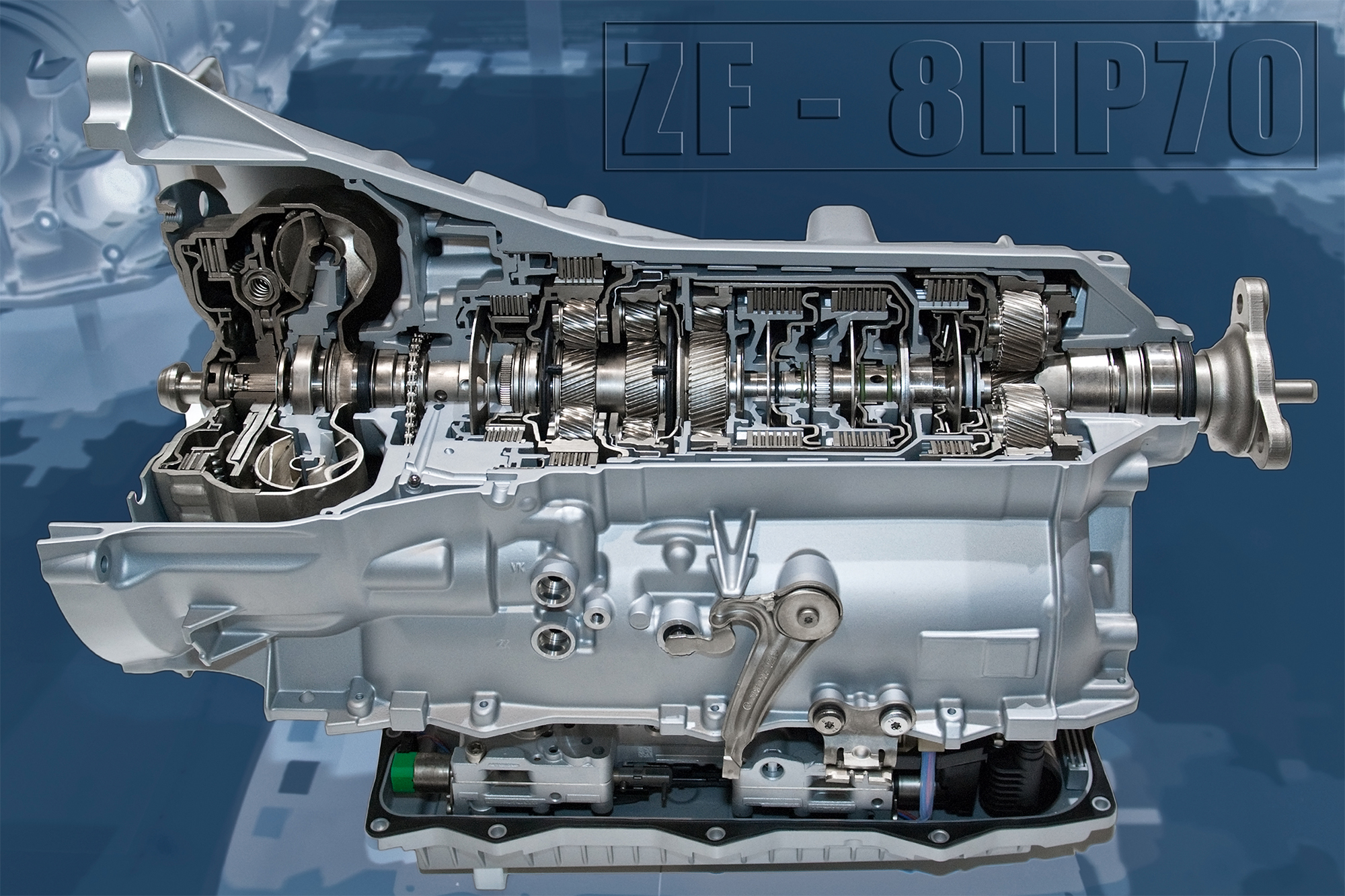
Вигляд коробки передач ZF 8HP у розрізі: гідротрансформатор ліворуч, планетарні редуктори по центру, механізми керування внизу

Найпоширенішою конструкцією автоматичних трансмісій є гідравлічна автоматична, яка зазвичай використовує планетарні редуктори, що працюють за допомогою гідравліки .   Трансмісія з’єднана з двигуном через гідротрансформатор (або гідромуфту до 1960-х років) замість фрикційної муфти, яка використовується в більшості механічних коробок передач . 

#### Редуктори та механізм перемикання передач
Гідравлічна автоматична трансмісія використовує планетарні (епіциклічні) редуктори замість конструкції ручної трансмісії з шестернями, розташованими вздовж вхідного, вихідного та проміжного валів. Для перемикання передач гідравлічна автоматика використовує комбінацію внутрішніх муфт, фрикційних стрічок або гальмівних пакетів. Ці пристрої використовуються для блокування певних передач, таким чином встановлюючи, яке передавальне число використовується в даний момент. 
Кутильне зчеплення (пристрій, схожий на тріскачку, який може обертатися та передавати крутний момент лише в одному напрямку) часто використовується для звичайного перемикання передач. Перевага циліндричного зчеплення полягає в тому, що воно усуває чутливість до синхронізації одночасного відпускання/застосування зчеплення на двох планетарних передачах, просто «приймаючи» навантаження трансмісії під час спрацьовування та автоматично відпускаючи, коли кулісне зчеплення наступної передачі бере на себе передачу крутного моменту.
Фрикційні стрічки часто використовуються для передач, що вибираються вручну (наприклад, низького діапазону або заднього ходу), і працюють на окружності планетарного барабана. Діапазони не застосовуються, коли вибрано діапазон драйву/овердрайву, замість цього крутний момент передається кулачковими муфтами.

#### Гідравлічне управління
Вищезгадані фрикційні стрічки та муфти керуються за допомогою рідини для автоматичних коробок передач (ATF), яка тисне насосом, а потім спрямовується до відповідних стрічок/муфт для отримання необхідного передавального числа.   ATF забезпечує змащення, захист від корозії та гідравлічне середовище для передачі потужності, необхідної для роботи трансмісії. Виготовлена з нафти з різними очищеннями та присадками, ATF є однією з небагатьох частин автоматичної коробки передач, яка потребує регулярного обслуговування в міру старіння автомобіля.
Основний насос, який створює тиск в ATF, зазвичай є шестеренчастим насосом, встановленим між гідротрансформатором і планетарною передачею. Вхід головного насоса з’єднаний з корпусом гідротрансформатора, який, у свою чергу, прикріплений болтами до маховика двигуна, тому насос забезпечує тиск, коли двигун працює. Недоліком цієї конструкції є те, що немає тиску масла для роботи трансмісії, коли двигун не працює, тому неможливо запустити автомобіль, обладнаний автоматичною коробкою передач без заднього насоса (за винятком кількох автоматичних коробок, виготовлених до 1970 р., який також включав задній насос для буксирування та запуску двигуна). Тиск ATF регулюється регулятором, підключеним до вихідного вала, який змінює тиск залежно від швидкості автомобіля.

Гідроблок всередині трансмісії відповідає за спрямування гідравлічного тиску на відповідні стрічки та муфти. Він отримує рідину під тиском від основного насоса і складається з кількох підпружинених клапанів, зворотних кульок і сервопоршнів. У старіших автоматичних коробках передач клапани використовують тиск насоса та тиск відцентрового регулятора на стороні випуску (а також інші вхідні дані, такі як положення дросельної заслінки або блокування водієм вищих передач), щоб контролювати, яке співвідношення вибрано. У міру того як транспортний засіб і двигун змінюють швидкість, різниця між тисками змінюється, змушуючи різні набори клапанів відкриватися і закриватися. У новіших автоматичних трансмісіях клапани керуються соленоїдами.  Ці соленоїди керуються комп’ютером, вибір передач визначається спеціальним блоком керування трансмісією (TCU), або іноді ця функція інтегрована в блок керування двигуном (ECU). Сучасні конструкції замінили відцентровий регулятор на електронний датчик швидкості, який використовується як вхідний сигнал для TCU або ECU. Сучасні трансмісії також враховують величину навантаження на двигун у будь-який момент часу, яка визначається або положенням дросельної заслінки, або величиною розрідження у впускному колекторі. 
Велика кількість деталей разом із складною конструкцією гідроблоку спочатку робили гідравлічні автоматичні коробки передач набагато дорожчими та трудомісткими для виготовлення та ремонту, ніж механічні коробки передач; однак масове виробництво та розробки з часом зменшили цей розрив у вартості.

#### Гідротрансформатор

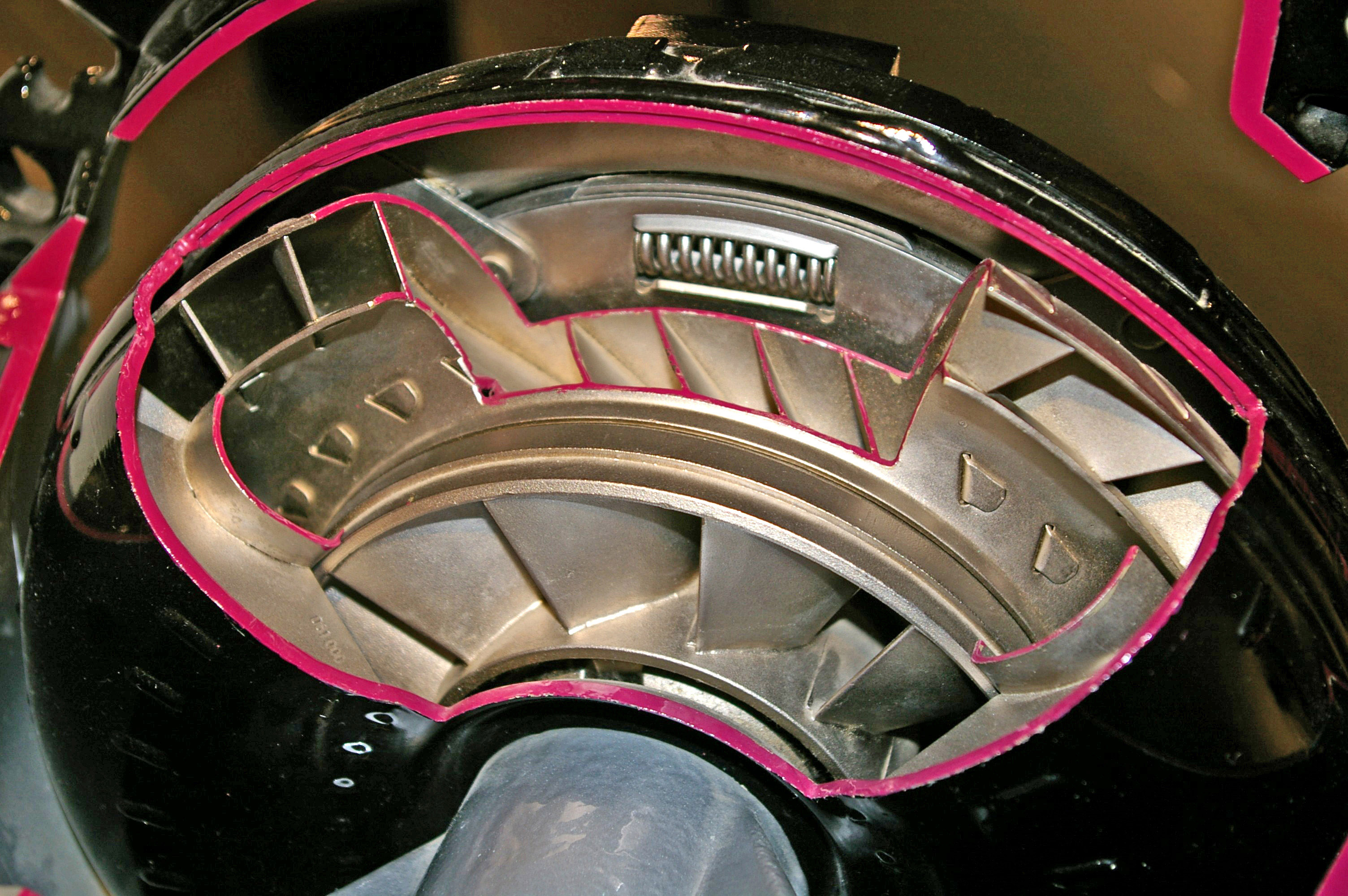
Вигляд гідротрансформатора крутного моменту в розрізі

Для забезпечення зчеплення і розчеплення двигуна в сучасній АКПП використовується гідротрансформатор замість фрикційної муфти, використовуваної в МКПП.  

### Історія

#### 1904-1939: Попередники гідравлічного автомата
«Коробка передач для безкінної карети» Sturtevant 1904 року часто вважається першою автоматичною коробкою передач для автомобілів.   Розроблена в Бостоні в Сполучених Штатах, ця коробка передач мала два передавальних числа переднього ходу та маховики, що керувалися двигуном, які контролювали вибір передач. На вищих обертах двигуна вмикалася висока передача. Коли автомобіль сповільнювався, а оберти двигуна зменшувалися, коробка передач поверталася до низького. Однак трансмісія була схильна до раптового виходу з ладу через те, що трансмісія була не в змозі витримувати навантаження від різкого перемикання передач.
Прийняття планетарних передач стало значним кроком вперед на шляху до сучасної автоматичної коробки передач. Однією з перших коробок передач, яка використовувала цю конструкцію, була механічна трансмісія, встановлена на автомобілі Wilson-Pilcher 1901-1904 років.  Ця трансмісія була виготовлена у Сполученому Королівстві та використовувала дві епіциклічні передачі для забезпечення чотирьох передавальних чисел. Ножне зчеплення використовувалося для старту з місця, вибір передач здійснювався ручним важелем, використовувалися косозубі шестерні (для зменшення шуму), а шестерні використовували конструкцію з постійним зачепленням. Планетарний редуктор також використовувався в Ford Model T 1908 року, який був оснащений двошвидкісною механічною коробкою передач (без косозубих шестерен).
Ранній патент на автоматичну коробку передач був виданий канадському винахіднику Альфреду Горнеру Мунро з Регіни в 1923 році  Будучи паровим інженером, Мунро розробив свій пристрій для використання стисненого повітря, а не гідравлічної рідини, тому йому бракувало потужності, і він ніколи не знайшов комерційного застосування. 
У 1923 році в Сполучених Штатах був схвалений патент, що описує роботу трансмісії, у якій було усунено ручне перемикання передач і ручне керування зчепленням. Цей патент був поданий Генрі Р. Хоффманом із Чикаго під назвою: Автоматичне перемикання передач і контроль швидкості. 

Патент описує роботу такої трансмісії як:
|  | ...має серію муфт, розташованих посередині між валом двигуна та валом диференціала, і в яких муфти розташовані для вибіркового зчеплення та приводу валу диференціала залежно від швидкості, з якою вал диференціала обертається. |

Однак минуло більше десяти років, поки автоматичні коробки передач не почали вироблятися у значних кількостях. У той же час кілька європейських і британських виробників використовували коробки передач з преселектором, форму ручної трансмісії, яка позбавила від необхідності покладатися на майстерність водія для досягнення плавного перемикання передач.

Першу автоматичну трансмісію з використанням гідравлічної рідини розробили в 1932 році двоє бразильських інженерів Хосе Браз Араріпе та Фернандо Лелі Лемос.  
Еволюція в напрямку масового виробництва автоматичних коробок передач продовжилася з напівавтоматичною трансмісією REO Motor Car Company Self-Shifter 1933-1935 років , яка автоматично перемикалася між двома передачами переднього ходу в режимі «Вперед» (або між двома коротшими передавальними числами в режим «Аварійний низький рівень»). Участь водія все ще була потрібна під час звичайного водіння, оскільки для старту стоячи потрібно було використовувати педаль зчеплення.  За цим у 1937 році з'явилася автоматична безпечна трансмісія Oldsmobile. Подібно до механізму автоматичного перемикання передач REO, автоматична безпекова трансмісія автоматично перемикалася між двома передавальними числами, доступними в діапазонах «Низький» і «Високий», і педаль зчеплення була потрібна для старту з місця. Він використовував планетарну передачу.    Chrysler Fluid Drive, представлений у 1939 році, був додатковим доповненням до ручних коробок передач, де була додана гідромуфта (схожа на гідротрансформатор, але без множення крутного моменту), щоб уникнути необхідності працювати з ручним зчепленням.  

#### 1939-1964: Рання гідравлічна автоматика
Hydra-Matic від General Motors стала першою автоматичною коробкою передач масового виробництва після її появи в 1939 році (модельний рік 1940). Доступна як опція для таких автомобілів, як Oldsmobile Series 60 і Cadillac Sixty Special, Hydra-Matic поєднує в собі гідравлічну муфту з трьома планетарними редукторами з гідравлічним керуванням для забезпечення чотирьох швидкостей вперед і назад. Трансмісія була чутлива до положення дросельної заслінки двигуна та швидкості руху, забезпечуючи повністю автоматичне перемикання вгору та вниз, яке змінювалося залежно від умов експлуатації. Характеристики Hydra-Matic включали широкий діапазон передавальних чисел (забезпечуючи гарне прискорення на першій передачі та рух на низьких обертах на найвищій передачі) та гідромуфту, що обробляє лише частину крутного моменту двигуна на двох верхніх передачах (збільшення економії палива). у цих передачах, подібних до блокувального гідротрансформатора). Використання Hydra-Matic поширилося на інші бренди General Motors, а потім і на інших виробників, починаючи з 1948 року, включаючи Bentley, Hudson, Lincoln, Kaiser, Nash і Rolls-Royce і Holden (Австралія). Під час Другої світової війни Hydra-Matic використовувався в деяких військових машинах.
Першою автоматичною трансмісією з гідротрансформатором (замість гідромуфти) була Buick Dynaflow, яка була представлена в 1948 модельному році. Під час звичайного водіння Dynaflow використовував лише найвищу передачу, покладаючись на збільшення крутного моменту гідротрансформатора на нижчих швидкостях. За Dynaflow пішли Packard Ultramatic у середині 1949 року та Chevrolet Powerglide для 1950 модельного року. Кожна з цих трансмісій мала лише дві швидкості переднього ходу, покладаючись на гідротрансформатор для додаткового збільшення крутного моменту. На початку 1950-х років BorgWarner розробив серію автоматичних тришвидкісних гідротрансформаторів для таких виробників автомобілів, як American Motors, Ford і Studebaker. Chrysler запізнився з розробкою власного справжнього автоматичного двигуна, представивши двошвидкісний гідротрансформатор PowerFlite у 1953 році та тришвидкісний TorqueFlite у 1956 році. Останній був першим, хто використав компаундну планетарну передачу Сімпсона.
У 1956 році General Motors Hydra-Matic (де все ще використовувалась гідромуфта) була перероблена на основі використання двох гідромуфт, щоб забезпечити функцію «подвійного діапазону». Цю трансмісію назвали Controlled Coupling Hydra-Matic або трансмісією Jetway. Оригінальний Hydra-Matic залишався у виробництві до середини 1960-х років. У 1964 році компанія General Motors випустила нову трансмісію Turbo Hydramatic, тришвидкісну трансмісію з гідротрансформатором. Turbo Hydramatic був одним із перших, хто мав базові перемикання передач (паркінг, реверс, нейтраль, драйв, знижена), які стали стандартним вибором передач протягом кількох десятиліть.

#### З 1965 по теперішній час: збільшене передавальне число і електроніка
До кінця 1960-х років більшість двошвидкісних і чотиришвидкісних трансмісій з гідромуфтою зникли на користь тришвидкісних агрегатів з гідротрансформаторами. Приблизно в цей час з рідини автоматичної трансмісії було видалено китовий жир .  Протягом 1980-х років автоматичні трансмісії з чотирма передавальними числами ставали все більш поширеними,  і багато з них були обладнані гідротрансформаторами з блокуванням, щоб покращити економію палива.
Електроніка стала частіше використовуватися для керування трансмісією, замінюючи механічні методи керування, такі як пружинні клапани у гідроблоці. У більшості систем використовуються соленоїди, якими керує або блок керування двигуном, або окремий блок керування трансмісією . Це дозволяє точніше контролювати моменти перемикання, якість перемикання, скорочувати час перемикання та ручне керування.
Першою п'ятиступінчастою автоматичною була трансмісія ZF 5HP18, яка дебютувала в 1991 році на різних моделях BMW . Першою шестиступінчастою автоматичною була коробка передач ZF 6HP26, яка дебютувала в BMW 7 серії (E65) 2002 року. Першим семиступінчастим автоматом стала коробка передач Mercedes-Benz 7G-Tronic, яка дебютувала роком пізніше. У 2007 році першою восьмиступінчастою коробкою передач, яка вийшла на виробництво, була трансмісія Toyota AA80E . Першими дев’ятиступінчастою та десятиступінчастою трансмісіями були трансмісія ZF 9HP 2013 року та Toyota Direct Shift-10A 2017 року (використовувалася в Lexus LC ) відповідно.

### Селектори передач
Селектор передач - це механізм, що дозволяє водієві вибирати режим роботи автоматичної коробки передач. Зазвичай селектор розташований між передніми сидіннями або на рульовій колонці, але з початку 1980-х років також почали використовувати електронні поворотні диски та кнопки. У 1950-х і 1960-х роках деякі автомобільні компанії, такі як Rambler, Edsel і Chrysler, використовували кнопки для селектора передач. Також варто відзначити, що деякі автомобілі, наприклад, Corvair від Chrysler Corporation 1955 року, мали важіль селектора на приладовій панелі.

#### Позиції P-R-N-D-L
У більшості автомобілів для селектора передач використовується компонування "PRNDL", яке складається з наступних позицій: 
- Паркінг (P): це положення від’єднує коробку передач від двигуна (як у нейтральному положенні), а фіксатор механічно блокує вихідний вал трансмісії. Це запобігає обертанню ведучих коліс, що запобігає руху автомобіля. Використання ручного гальма (стоянкового гальма) також рекомендується під час паркування на схилах, оскільки це забезпечує більший захист від руху автомобіля. На автобусах/мікроавтобусах/тракторах положення «Паркінг» не передбачено, замість цього вони повинні бути встановлені в нейтральному положенні з пневматичними стоянковими гальмами. Деякі ранні автомати для легкових автомобілів, наприклад автомобілі Chrysler до 1960 року та Corvair Powerglide, не мали функції паркування. Ці автомобілі запускалися в нейтральному положенні, і під час стоянки водій вимагав застосування стоянкового гальма. 
Положення паркування зазвичай включає функцію блокування (наприклад, кнопку збоку від селектора передач або вимагає натискання педалі гальма), яка запобігає випадковому перемиканню трансмісії з положення паркування в інше положення селектора передач. Багато автомобілів також не дозволяють запускати двигун, коли селектор знаходиться в будь-якому положенні, окрім «Паркінг» або «Нейтраль» (часто в поєднанні з вимогою натиснути педаль гальма).
- Задня передача (R): це положення вмикає передачу заднього ходу, щоб автомобіль рухався заднім ходом. [33] Він також керує ліхтарями заднього ходу, а на деяких автомобілях може активувати інші функції, зокрема датчики паркування, камери заднього ходу та звукові сигнали заднього ходу (для попередження пішоходів). 
Деякі сучасні трансмісії мають механізм, який запобігає перемиканню в положення заднього ходу, коли автомобіль рухається вперед, часто за допомогою перемикача на педалі гальма або електронних елементів керування трансмісією, які контролюють швидкість автомобіля.
- Нейтраль (N): це положення від’єднує трансмісію від двигуна, дозволяючи транспортному засобу рухатися незалежно від швидкості двигуна. Тривалий рух транспортного засобу в нейтральному положенні з вимкненим двигуном на значних швидкостях («рух накатом») може пошкодити деякі автоматичні коробки передач, оскільки мастильний насос часто живиться від вхідної сторони коробки передач і тому не працює, коли трансмісія знаходиться в нейтральному положенні. Автомобіль можна запускати як на нейтральній, так і на парковці.
- Драйв (D): це положення є нормальним режимом для руху вперед. Це дозволяє трансмісії задіяти весь діапазон доступних передавальних чисел переднього ходу.
- Знижена (L): це положення, передбачене законодавством США, передбачає гальмування двигуном на крутих пагорбах. Він також забезпечує нижче передавальне число для рушання з місця під час сильного навантаження (наприклад, рух по бездоріжжю).

Деякі автоматичні коробки передач, особливо General Motors, з 1940 по 1964 рік використовували компонування з заднім ходом як нижнє положення (наприклад, PNDLR). 
Однак таке розташування призводило до ризику випадкового перемикання водієм заднього ходу під час руху автомобіля вперед (особливо під час гальмування двигуном ).

#### Інші позиції та режими

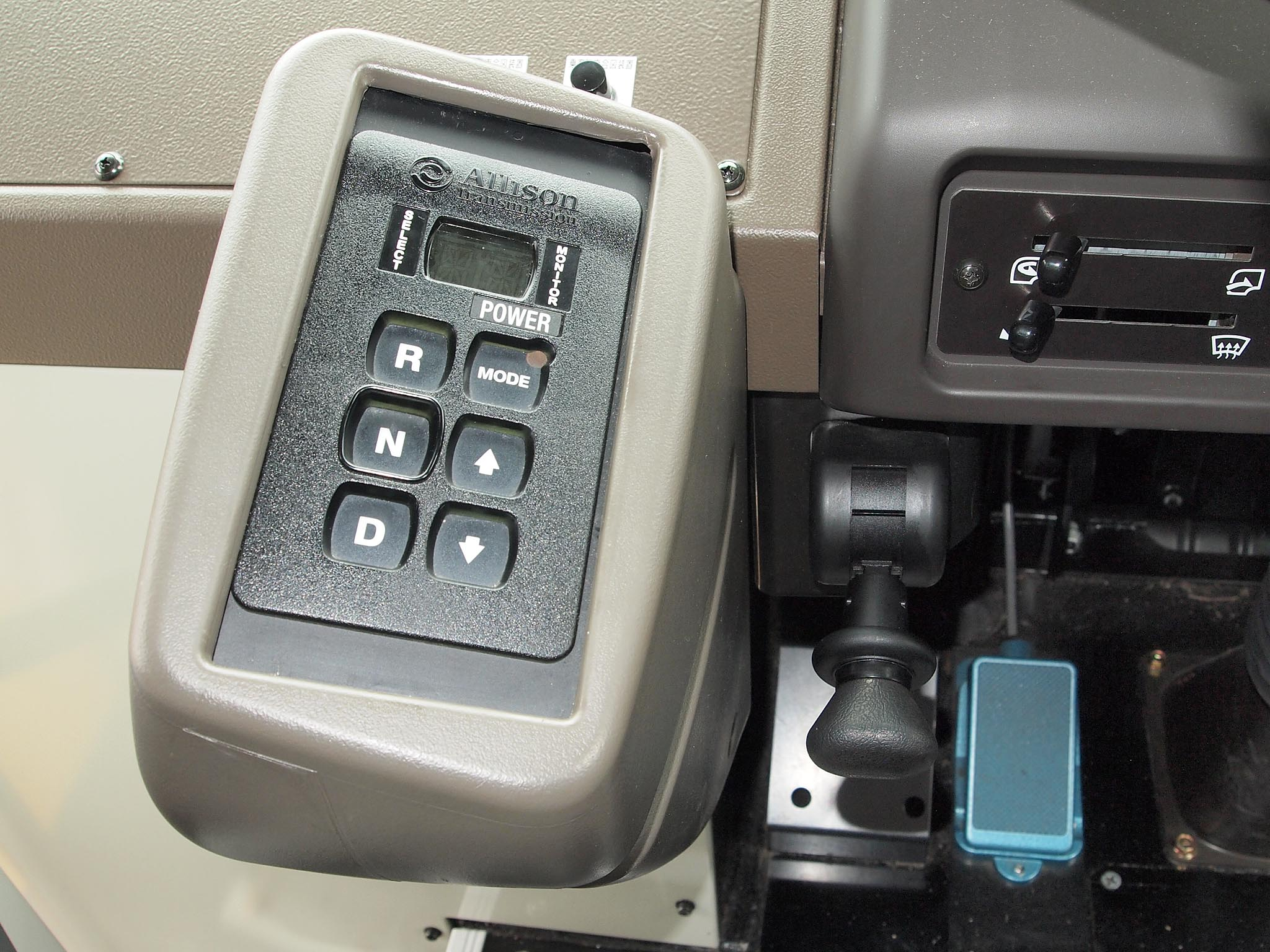
Кнопковий селектор передач в автобусі Mitsubishi Fuso Aero Star 2010-2014

Багато трансмісій також включають положення для обмеження вибору передач нижчими передачами та вмикання гальма двигуна . Ці положення часто позначаються «L» (низька передача), «S» (друга передача) або номером найвищої передачі, що використовується в цьому положенні (наприклад, 3, 2 або 1). Якщо ці положення задіяні в момент, коли це може призвести до надмірних обертів двигуна, багато сучасних трансмісій ігнорують положення селектора та залишаються на вищій передачі.
У порядку спадання найвищої доступної передачі:
- 3: обмежує трансмісію трьома найнижчими передавальними числами. У 4-швидкісній автоматичній коробці передач це часто використовується, щоб запобігти перемиканню передач автомобіля на підвищену передачу. У деяких автомобілях, положення, позначене "D", виконує цю функцію, тоді як інше положення, позначене "OD" або "D" дозволяє використовувати всі передачі.
- 2 (також позначений «S»): обмежує трансмісію двома найнижчими передавальними числами. У деяких автомобілях він також використовується для прискорення з місця на 2-й передачі замість 1-ї в ситуаціях зі зниженим зчепленням (наприклад, сніг або гравій). Цю функцію іноді називають «зимовим режимом» і позначають «W».
- 1 (також позначений «L»): обмежує трансмісію лише 1-ю передачею, також відомою як «низька передача». Це корисно, коли потрібен великий крутний момент на колесах (наприклад, при розгоні на крутому схилі); однак використання на вищих швидкостях може привести до надмірної швидкості обертів двигуна, що може призвести до перегріву або пошкодження.

Багато сучасних трансмісій включають режими для налаштування логіки перемикання передач, щоб віддати перевагу потужності або економії палива . У режимах «Sport» (також званий «Power» або «Performance») перемикання передач відбувається на вищих обертах, що забезпечує більш високе прискорення. У режимах «Economy» (також званий «Eco» або «Comfort») перемикання передач відбувається на нижчих обертах, щоб зменшити споживання палива.

#### Ручне управління

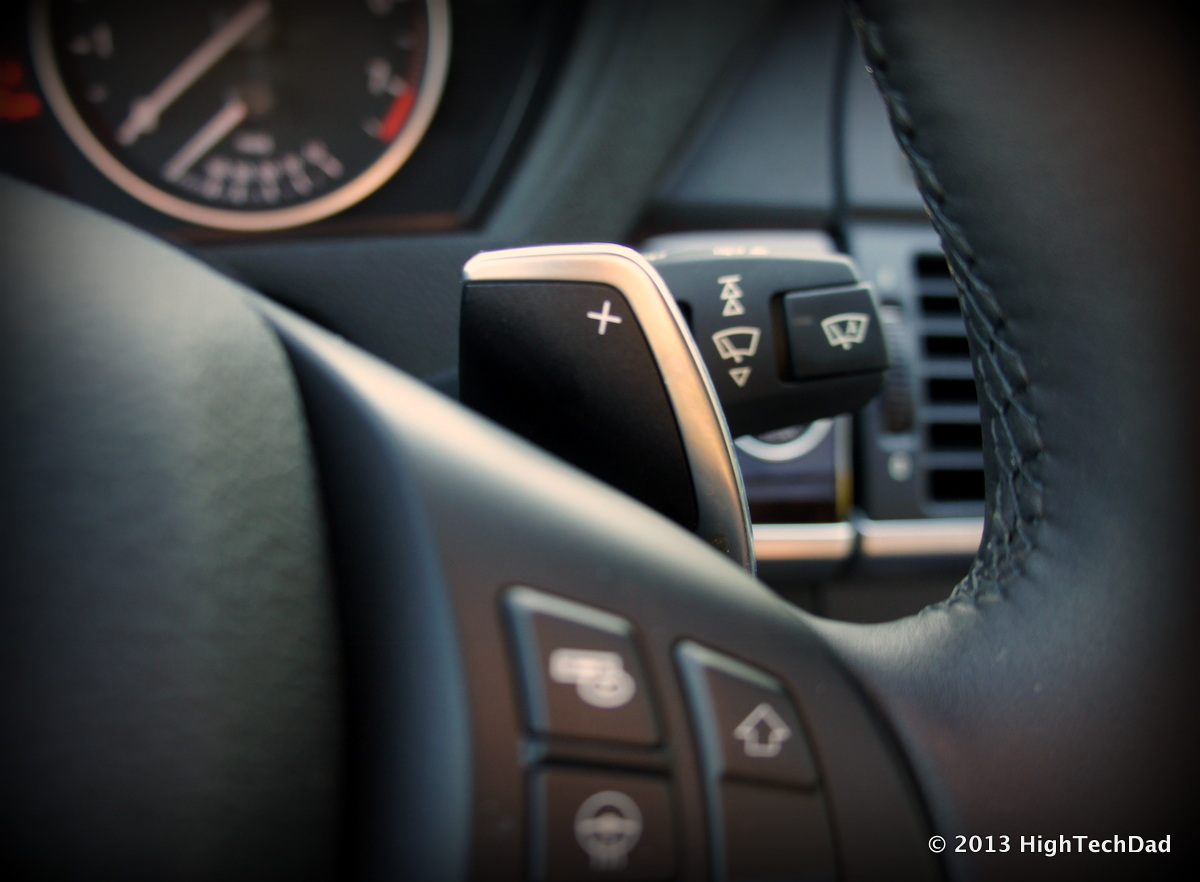
Підрульовий перемикач (з позначкою «+») в BMW X5 2013 року

Починаючи з 1990-х років, системи ручного запиту певної передачі або перемикання на підвищену/нижчу передачу стали більш поширеними. Ці ручні коробки передач пропонують водієві більший контроль над вибором передач, ніж традиційні режими, які обмежують передачу нижчими передачами.
Використання ручних функцій зазвичай здійснюється за допомогою перемикачів, розташованих біля рульової колонки, або кнопок «+» і «-» на селекторі передач. Деякі автомобілі пропонують водіям обидва способи запиту ручного вибору передач.

## Безступінчаста коробка передач (CVT) або варіатор

Принцип роботи варіатора на основі шківа

Безступінчаста коробка передач (CVT) може плавно змінюватися через безперервний (нескінченний) діапазон передавальних чисел, порівняно з іншими автоматичними коробками передач, які забезпечують обмежену кількість передавальних відношень із фіксованими кроками. Гнучкість CVT із відповідним керуванням може дозволити двигуну працювати з постійною кутовою швидкістю, тоді як транспортний засіб рухається зі змінними швидкостями. У найпоширенішому типі CVT використовуються два шківи, з’єднані ременем або ланцюгом, однак інколи використовувалися й інші конструкції. CVT використовуються в автомобілях, тракторах, позашляховиках, скутерах, снігоходах і землерийній техніці.

## Трансмісія з подвійним зчепленням (DCT)

Схема DCT

Трансмісія з подвійним зчепленням (DCT) використовує два окремих зчеплення для парних і непарних передач.  Конструкція часто схожа на дві окремі механічні коробки передач з відповідними зчепленнями, що містяться в одному корпусі та працюють як одне ціле.   У більшості легкових і вантажних автомобілів DCT функціонує як автоматична коробка передач, не потребуючи втручання водія для перемикання передач.
Першою DCT, яка надійшла у виробництво, була автоматична трансмісія Easidrive, представлена на автомобілі середнього розміру Hillman Minx 1961 року. За цим послідували різні східноєвропейські трактори до 1970-х років (з використанням ручного управління за допомогою однієї педалі зчеплення), а потім гоночний автомобіль Porsche 962 C у 1985 році. Перший DCT сучасної епохи використовувався в Volkswagen Golf R32 2003 року. З кінця 2000-х років DCT набули все більшого поширення і витіснили гідравлічні АКПП в різних моделях автомобілів.

## Автоматизована механічна коробка передач (AMT)
Автоматизована механічна коробка передач (AMT), яку іноді називають механічною коробкою передач без зчеплення, — це тип багатошвидкісної автомобільної системи трансмісії, яка тісно заснована на механічній конструкції звичайної механічної коробки передач і автоматизує або систему зчеплення, перемикання передач, або обидва одночасно, вимагаючи часткового втручання чи участі водія або без нього.    
Попередні версії цих трансмісій, які працюють напівавтоматично, як-от Autostick, автоматично керують лише системою зчеплення — і використовують різні форми активації (зазвичай за допомогою приводу або сервоприводу) для автоматизації зчеплення, але все ще вимагають участі водія та повний контроль для ручного перемикання передач вручну. Сучасні версії цих повністю автоматичних систем, наприклад Selespeed і Easytronic, не вимагають участі водія при перемиканні передач або роботі зчеплення. Напівавтоматичні версії вимагають лише часткового введення водія (тобто водій повинен перемикати передачі вручну), тоді як повністю автоматичні версії не вимагають ручного введення водія взагалі (TCU або ECU керує як системою зчеплення, так і перемиканням передач автоматично).

Сучасні автоматизовані механічні коробки передач (AMT) походять від старих механічних коробок передач без зчеплення, які почали з’являтися на серійних автомобілях на початку 1930-х і 1940-х років, до появи гідравлічних автоматичних коробок передач. Ці системи були розроблені, щоб зменшити кількість використання зчеплення або перемикання передач, яке вимагає водій.  Ці пристрої були призначені для зменшення труднощів експлуатації звичайних несинхронізованих механічних коробок передач, які зазвичай використовувалися в той час, особливо під час руху з зупинкою і пуском. Перший приклад цієї трансмісії був представлений на Hudson Commodore у 1942 році під назвою Drive-Master. Цей агрегат був ранньою напівавтоматичною коробкою передач, заснованою на конструкції звичайної механічної коробки передач, яка використовувала вакуумну систему зчеплення з сервоприводом і трьома різними режимами перемикання передач одним натисканням кнопки; ручне перемикання передач і ручне керування зчепленням (повністю ручне), ручне перемикання передач з автоматизованим керуванням зчепленням (напівавтоматичне) та автоматичне перемикання передач із автоматичним керуванням зчепленням (повністю автоматичне).    Інший ранній приклад цієї системи трансмісії був представлений у 1955 році Citroën DS, який використовував 4-швидкісну коробку передач BVH. Ця напівавтоматична трансмісія використовувала автоматизоване зчеплення, яке приводилося в дію за допомогою гідравліки. Вибір передач також використовується за допомогою гідравліки, однак передавальне число має вибиратися водієм вручну. Цю систему в США прозвали Citro-Matic.
Перші сучасні AMT були представлені BMW і Ferrari у 1997 році з трансмісіями SMG і F1 відповідно.    Обидві системи використовували гідравлічні приводи та електричні соленоїди, а також призначений блок керування трансмісією (TCU) для зчеплення та перемикання передач, а також пелюсткові перемикачі, встановлені на кермі, якщо водій хотів перемикати передачі вручну.
Сучасні повністю автоматичні AMT, такі як Selespeed і Easytronic, тепер значною мірою витіснені та замінені все більш поширеною конструкцією трансмісії з подвійним зчепленням .
 